# Monophleboides africanus
Monophleboides africanus är en insektsart som först beskrevs av Robert Newstead 1912.  Monophleboides africanus ingår i släktet Monophleboides och familjen pärlsköldlöss. Inga underarter finns listade i Catalogue of Life.